# Carbaril

Carbaril o carbarilo (metilcarbamato de 1-naftilo) es un compuesto químico perteneciente a la familia de los carbamatos y es empleado fundamentalmente como plaguicida. Es un sólido blanco cristalino comúnmente comercializado bajo el nombre de Sevin, una marca registrada de la compañía Bayer. Union Carbide fue la descubridora del carbaril y lo introdujo en el mercado en 1958. Bayer adquirió en 2002 Aventis CropScience, una compañía que incluía las operaciones con pesticidas de Union Carbide. Se mantiene como el tercer insecticida más utilizado en los Estados Unidos para la protección de jardines domésticos, agricultura comercial y silvicultura. 
El carbaril es un inhibidor de la colinesterasa y es tóxico para los humanos. Ha sido clasificado como un potencial carcinógeno para los seres humanos por la United States Environmental Protection Agency (EPA.) Es capaz de matar varios insectos beneficiosos y diversas especies de crustáceos junto con las plagas que combate, por lo que habrá de tenerse precaución a la hora de su aplicación, para no dañar a las especies no dañinas. El carbaril es, asimismo, un tóxico agudo para las abejas, y destruye las colonias de las mismas que se alimentan en zonas donde este pesticida haya sido aplicado.
Dosis letal 50 oral LD50:
- Entre 250 mg/kg y 850 mg/kg para ratas.
- Entre 100 mg/kg y 650 mg/kg para ratones.

Cuando es ingerido por el ser humano, es rápidamente metabolizado y excretado por la orina.
El carbaril es ilegal en diversos países, entre los que se incluyen los países de Europa y Angola.